# Сід Ахмед Гозалі
Сід Ахмед Гозалі (араб. سيد أحمد غزالي; 31 березня 1937, Магнія — 4 лютого 2025) — алжирський політик.
Член Фронту національного визволення. Був міністром енергетики країни. У 1979 році став послом Алжиру у Франції. У 1988 році посів посаду міністра фінансів, яку займав до 1989 року, потім, до 1991 року займав пост міністра закордонних справ. У червні 1991 року він замінив Мулуда Хамруша на посту голови уряду Алжиру, цю посаду він обіймав до січня 1992 року.